# Szarek ostowiec
Szarek ostowiec, szarek leniwiec (Cleonis pigra) – palearktyczny gatunek chrząszcza z rodziny ryjkowcowatych (Curculionidae). W Polsce pospolity na niżu i podgórzach. Długość 9,3–14 mm. Ciało szare. Na ryjku trzy rowki. 
Wśród roślin żywicielskich tego ryjkowca wymienia się: oset zwisły, oset nastroszony, ostrożeń lancetowaty, ostrożeń polny, ostrożeń warzywny, ostrożeń głowacz, popłoch pospolity, ostropest plamisty, łopian większy i łopian mniejszy. Larwy rozwijają się w ich korzeniach. Czasem szarek ostowiec atakuje także uprawy buraków.
Zasiedla Europę, Syberię, Mongolię i Chiny, a także Afrykę Północną.